# Four Cross

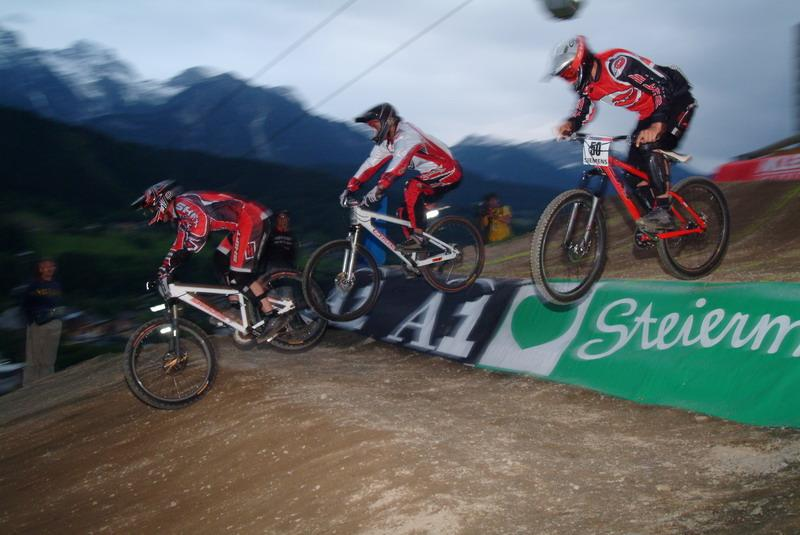

Four Cross (4X) – przypomina charakterem dual, ale na trasę jest wypuszczanych jednocześnie po czterech zawodników, z których dwóch przechodzi do dalszych eliminacji.
Trasy 4X są nieco mniej strome niż w dualu i mogą się nawet miejscami lekko wznosić, jednak jest to trasa technicznie trudna – występuje duża liczba skoczni różnej wielkości – hopek, które znacznie zwiększają poziom trudności szybkiego przejazdu i nierzadko są przyczyną wypadków. Trasy są też znacznie szersze od tych w dualu, co umożliwia łatwiejsze wyprzedzanie i stosowanie rozmaitych taktyk. 4X jest bezpieczniejszy od dualu i przy tym bardziej widowiskowy, a same zawody trwają dwa razy krócej przy tej samej liczbie zawodników. Wszystko to spowodowało, że 4X stopniowo wyparł dual.
Od 2002 r. Union Cycliste Internationale zaprzestało przeprowadzania serii zawodów Pucharu Świata w dualu i zastąpiło je Pucharem Świata w 4X.
W 2004 r. Mistrzostwa Europy w 4X odbyły się w Szczawnie-Zdroju, na Słonecznej Polanie.
Główne polskie ośrodki 4X to Szczawno-Zdrój, Rybnik, Warszawa, Toruń, Bydgoszcz, Kieźliny, Poznań, Trójmiasto i chorzowski WPKiW.
Polskie tory do four crossu wraz z dokładnymi lokalizacjami na mapie zebrane przez promujący tę dyscyplinę portal internetowy.
Stan na rok 2009:
1. Tor 4XK w Kieźlinach
2. Nieaktywny tor w Toruniu
3. Nieaktywny tor „Lodowiec” w Gdyni
4. Tor bmx rc w Pruszczu Gdańskim
5. Tor Wiśniowiec w Rybniku
6. Tor w Rybniku – Golejów „Grzybówka”
7. Tor Kazoora w Warszawie
8. Tor w Szczawnie-Zdroju
9. Nieaktywny tor w Białymstoku
10. Zlikwidowany tor w Poznaniu „Cytadela”
11. Nieaktywny tor w Chorzowie
12. Tor w Tomaszowie Lubelskim „BMX Racing Lublin”
13. Tor w Bydgoszczy
14. Tor w Sochaczewie
15. Tor „Witomino Radiostacja” w Gdyni